# Gundihausen
Gundihausen ist ein Gemeindeteil der Gemeinde Vilsheim im niederbayerischen Landkreis Landshut.

## Lage
Das Pfarrdorf Gundihausen liegt an der Staatsstraße 2054 etwa zwei Kilometer östlich von Vilsheim.

## Geschichte
Gundihausen, entstanden um 600, hat seinen Ortsnamen von Guntwihe, der Gründerin der Hofmark. Die Grundherrin erbaute auch die erste Kirche in Gundihausen. Um das Jahr 1050 schenkte sie ihre Güter an der Vils mit Reichersdorf der Kollegiatsstiftung St. Kastulus in Moosburg.
Gundihausen gehörte zur Obmannschaft Reichersdorf. Mit dem ersten Gemeindeedikt von 1808 entstand der Steuerdistrikt Reichersdorf sowie mit dem zweiten Gemeindeedikt von 1818 die Gemeinde Reichersdorf im Landgericht Landshut. Im Jahr 1900 erfolgte die Umbenennung der Gemeinde in „Gemeinde Gundihausen“. Die ehemals selbstständigen Gemeinden Vilsheim, Gundihausen und Münchsdorf wurden im Zuge der Gemeindereform 1978 zu der jetzigen Gemeinde Vilsheim zusammengeschlossen.

## Sehenswürdigkeiten
- Pfarrkirche Mariä Namen: Die spätgotische dreischiffige Pseudobasilika stammt aus der zweiten Hälfte des 15. Jahrhunderts. Die Raumverhältnisse sind auffällig gedrückt, wobei das Mittelschiff dreimal so breit ist wie die Seitenschiffe. Der stattliche barocke Hochaltar vom ausgehenden 17. Jahrhundert enthält eine gotische geschnitzte Marienfigur um 1500.

## Vereine
- Freie Vilstalschützen Gundihausen e. V.
- Freiwillige Feuerwehr Gundihausen
- KLJB Gundihausen
- Chorgemeinschaft Vilsheim-Gundihausen
- Kath. Frauenbund Gundihausen
- CSU-Ortsverband Gundihausen
- Krieger- und Soldatenkameradschaft (KSK) Gundihausen-Münchsdorf